# Lhbt-studentenvereniging
Een lhbt-studentenvereniging is een studentenorganisatie die zich speciaal richt op studenten die zich als lesbisch, homoseksueel, biseksueel of transgender (lhbt) identificeren.
In Nederland en Vlaanderen werden de eerste lhbt-studentenverenigingen in de late jaren zestig opgericht, maar de meesten werden begin jaren zeventig weer opgeheven nadat hun doel van een meer activistische homo-emancipatie gerealiseerd was.
In Vlaanderen worden sinds 2003 en in Nederland sinds 2006 weer opnieuw in diverse universiteitssteden dergelijke studentenverenigingen opgericht. Deze dienen vooral als een plek waar lhbt-studenten veilig uit de kast kunnen komen. Tegelijkertijd ontstonden aan enkele Nederlandse universiteiten ook lhbt-netwerken voor een wat bredere doelgroep.

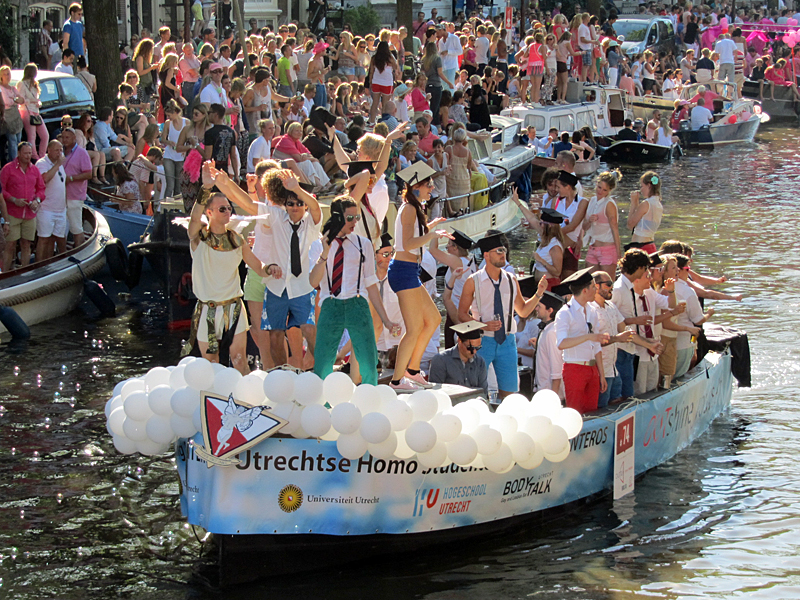
Boot van lhbt-studentenvereniging U.H.S.V Anteros tijdens de Amsterdam Gay Pride in 2013

## Eerste generatie

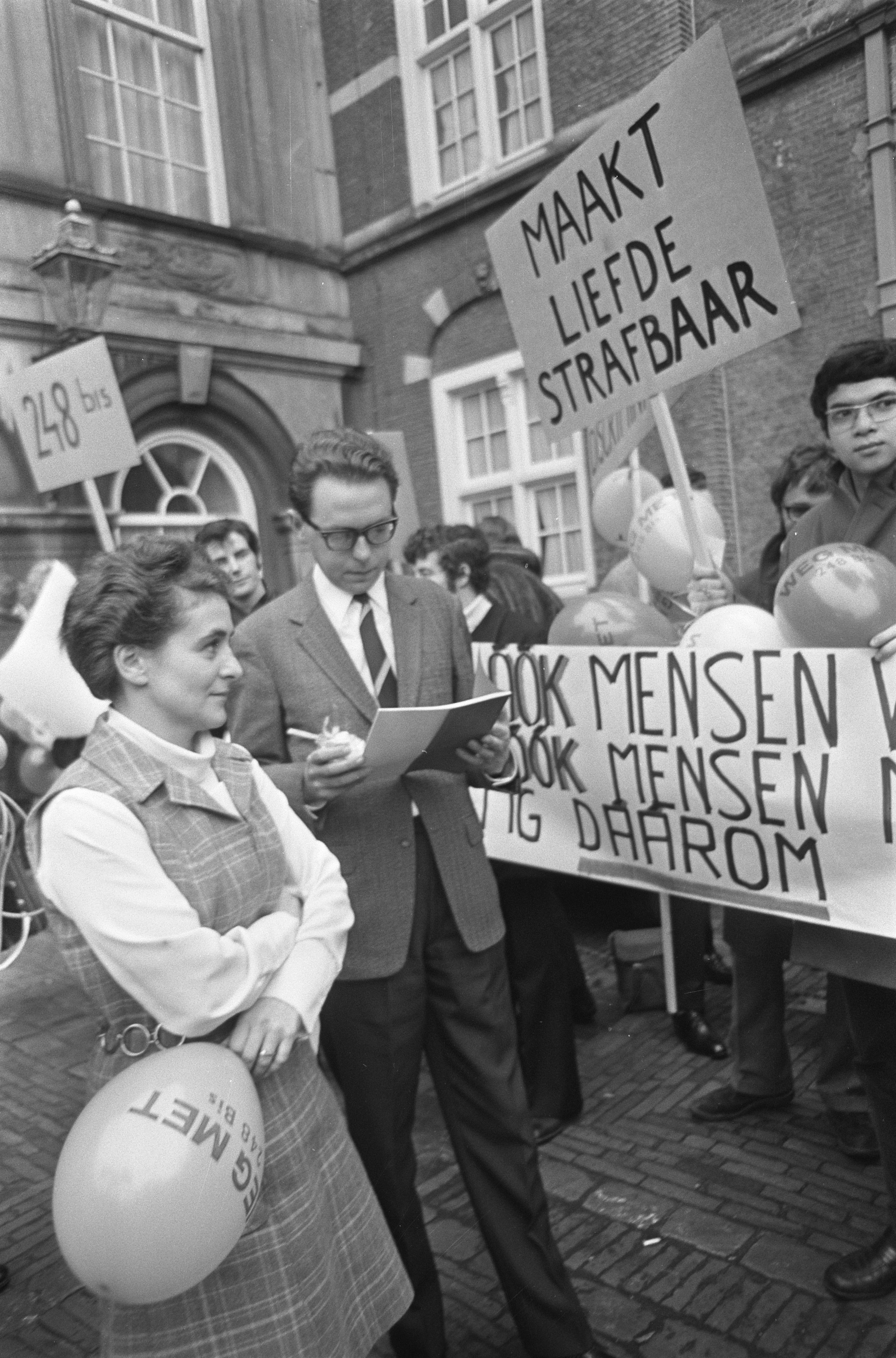
Demonstratie van homostudenten tegen art. 248-bis op 21 januari 1969 op het Binnenhof in den Haag

Als gevolg van art. 248-bis van het Wetboek van Strafrecht konden jongeren onder de 21 jaar geen lid worden van de homo-emancipatievereniging COC. Daarom werden eind jaren zestig in bijna alle universiteitssteden studentenwerkgroepen homoseksualiteit opgericht, die zich in 1968 verenigden in de Federatie Studenten Werkgroepen Homoseksualiteit.
Tot de eerste generatie homostudentenverenigingen behoorden de volgende 11 werkgroepen:
- Amsterdamse Studenten Werkgroep Homoseksualiteit (ASWH, opgericht 31 januari 1968, vanaf zomer 1969 Amsterdamse Jongeren Aktiegroepen Homoseksualiteit (AJAH) geheten. Opgeheven in 1974)[1]
- Enschedesche Studenten Werkgroep Homoseksualiteit
- Delftse Studenten Werkgroep Homoseksualiteit (DSWH, opgericht in 1968, bestaat nog steeds als de algemene Delftse Werkgroep Homoseksualiteit met een grote jongerenafdeling onder de naam Outsite)
- Groningse Studenten Werkgroep Homoseksualiteit (GSWH, opgericht in 1968 en in 1971 opgegaan in de lokale afdeling van het COC)[2]
- Leidsche Studenten Werkgroep Homoseksualiteit (voortgezet als de COC-afdeling Leiden)
- Maastrichtse Studenten Werkgroep Homoseksualiteit
- Nijmeegse Studenten Werkgroep Homoseksualiteit (voortgezet als de COC-afdeling Nijmegen)
- Rotterdamse Studenten Werkgroep Homoseksualiteit (opgericht 25 april 1968, in 1970 samengegaan met de algemene homojongerenvereniging Apollo)
- Tilburgse Studenten Werkgroep Homoseksualiteit
- Utrechtse Studenten Werkgroep Homoseksualiteit (opgericht 18 september 1967, opgegaan in de COC-afdeling Utrecht)
- Wageningse Studenten Werkgroep Homoseksualiteit (WSWH, opgericht in 1968, voortgezet als Homogroep Wageningen, sinds 2011 SHOUT Wageningen geheten)[3]

Vanuit deze studentengroepen werd onder het motto "integratie door confrontatie" bewust en op een activistische manier gestreefd naar maatschappelijke veranderingen om zo homoseksualiteit aanvaard te krijgen. Deze aanpak werd al snel door het COC overgenomen, waardoor deze organisatie een meer linkse koers kreeg en de rol van de studentenverenigingen grotendeels overnam.
De meeste van deze werkgroepen werden dan ook niet lang daarna weer opgeheven, of fuseerden met algemene en meer op gezelligheid gerichte homojongerenverenigingen. Andere werkgroepen gingen samen met een reeds bestaande lokale afdeling van het COC of gingen zelf als zodanig verder.

### Vlaanderen
In Vlaanderen ontstonden in 1969 eveneens enkele homogroepen onder studenten, bijvoorbeeld de Leuvense Studentenwerkgroep Homofilie (LSWH) en de Gentse Studentenwerkgroep Homofilie. Midden jaren zeventig werd de Aktiegroep Homofiele Jongeren (AHJ) opgericht, in de jaren tachtig gevolgd door meerdere algemene homojongerengroepen, waarvan de samenwerking uiteindelijk leidde tot Wel Jong Niet Hetero.
De LSWH veranderde in 1981 haar naam in VZW Homocentrum De Roze Drempel en liet sindsdien naast homomannen ook lesbische vrouwen toe. Tot een samenwerking met de (lesbische) vrouwenorganisatie Labyrint kwam het echter niet. In januari 1999 werd De Roze Drempel omgedoopt tot Driekant en richt zich dan op holebi's van 26 jaar en ouder. Voor jongeren was er eerder al een zustervereniging onder de naam Het Goede Spoor, tegenwoordig &of genaamd.

## Tussendoor
Na het verdwijnen van de eerste reeks homostudentenwerkgroepen van eind jaren 60, kwamen er in de jaren 80 en 90 ten minste drie op zichzelf staande groepen, voordat in het nieuwe millennium weer een nieuwe generatie ontstond.

### Leiden
Aan de Rijksuniversiteit Leiden profileerde begin jaren 80 jonkheer Floris Michiels van Kessenich zich openlijk als homoseksueel en richtte binnen LSV Minerva het homodispuut Antinoüs op, genoemd naar de levensgezel van de Romeinse keizer Hadrianus. Dit dispuut was bedoeld als plek waar homoseksuele studenten elkaar kameraadschappelijk konden ontmoeten, wat elders vaak nog niet of nauwelijks mogelijk was. Het was een noviteit in Nederland, waarmee Michiels van Kessenich veel publiciteit in de landelijke media kreeg.

### Eindhoven
Voor studenten aan de Technische Universiteit Eindhoven (TUE) en de Fontys Hogeschool was er sinds midden jaren 90 een vereniging onder de naam 1 op Tien. Deze naam refereerde aan de bewering van Alfred Kinsey dat 10% van de mensen homoseksuele gevoelens zou hebben. 1 op Tien had als doel om homo- en biseksuele studenten bij elkaar te brengen, o.a. door het organiseren van lunchbijeenkomsten, en om homoseksualiteit meer geaccepteerd te krijgen.
1 op Tien hield in 2006 op te bestaan, waarna de stichting Outway de voorlichting voor lhbt-studenten aan de TUE wilde overnemen.

### Delft
In Delft was aan de Technische Universiteit Delft in de jaren 90 de stichting HOST (HOmoseksualiteit en STudenten) actief. Host organiseerde maandelijkse bijeenkomsten. Vooraf verzamelden een groepje studenten zich in de Aula van de TUDelft om vervolgens bij een studentenvereniging te gaan eten. Vervolgens was er een themabijeenkomst in het pand van het studentenpastoraat, Voorstraat 60. Na afloop werd er dan nog gezellig geborreld. Activiteiten werden door middel van posters op de campus van de TUDelft aangekondigd. Eind jaren 90 besloot de stichting HOST om zichzelf op te heffen.

## Tweede generatie
Een tweede generatie lhbt-studentenverenigingen ontstond in het eerste decennium van de 21e eeuw. Deze richtten zich in wat ruimere zin op studenten die zich als lesbisch, homoseksueel, biseksueel of transgender identificeren. In Vlaanderen was voor zover bekend de in 2003 opgerichte holebi-studentenvereniging Acantha de eerste, in 2005 gevolgd door de Flamingo's in Antwerpen. Aan Nederlandse universiteiten volgden dergelijke verenigingen vanaf 2006.
Hoewel de algemene tendens tegenwoordig naar het verdwijnen van specifiek op homo's gerichte voorzieningen gaat, blijkt er toch behoefte te zijn aan speciale studentenverenigingen, onder meer omdat in gewone studentenverenigingen vaak nog een heteroseksuele machocultuur heerst die het niet makkelijk maakt om aldaar, of op de universiteit in het algemeen uit de kast te komen. Alszodanig kunnen deze lhbt-studentenverenigingen als onderdeel van de zogeheten derde fase van de homo-emancipatie worden gezien.

### Nijmegen
In Nijmegen kunnen lhbt-jongeren tussen 18 en 28 jaar terecht bij DITO!, dit is een organisatie die zich richt op de brede lhbt-gemeenschap. DITO! werd in 1985 opgericht en heette in eerste instantie Pinkeltje. Bij het 20-jarige jubileum in 2005 werd gekozen om de organisatie te hernoemen naar DITO!(afgeleid van 'idem ditto') DITO! organiseert regelmatig activiteiten en ook een maandelijkse (Thema)borrel. Ondanks dat DITO! als maatschappelijke organisatie bestaat vervullen ze ook de rol van een studentenvereniging. Verder richt de organisatie zich op jongeren onder de 18 door het geven van Jong & Out meetings, hiervoor geven ze voorlichting over onderwerpen zoals uit de kast komen, vrienden, seksuele voorlichting e.d.

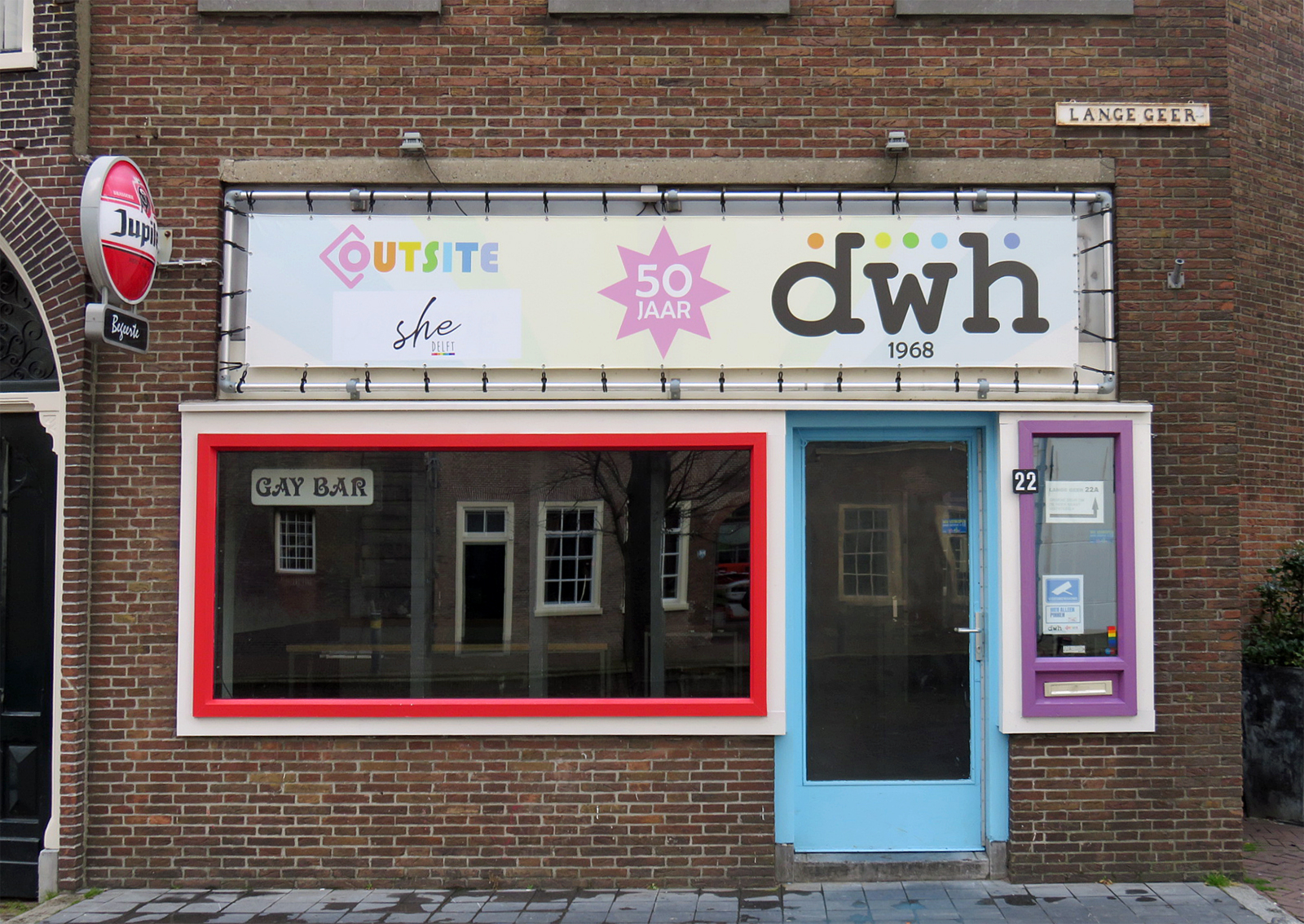
Het pand van DWH aan de Lange Geer 22 in Delft (foto uit 2019)

### Delft
In Delft ontstond in 2002 uit de Delftse Werkgroep Homoseksualiteit (DWH) de studenten- en jongerenvereniging Outsite. Elke donderdag borrelt deze vereniging in hun sociëteit aan de Lange Geer 22. Naast het houden van (thema)borrels worden er feesten georganiseerd en zijn er de KennisMakingsGroepen waarin jongeren en studenten die worstelen met hun identiteit hier met gelijkgestemden over kunnen praten. Outsite staat open voor alle studenten en jongeren tot 28 jaar en kent ook internationale leden. Om de drempel te verlagen heeft Outsite ook barbuddies aangesteld. Verder werkt Outsite samen met de TU Delft, waarmee o.a. activiteiten rondom de jaarlijkse introductieweek en de Coming-Outdag worden georganiseerd.

### Maastricht
Als eerste van de nieuwe reeks Nederlandse lhbt-studentenverenigingen werd in 2006 aan de universiteit van Maastricht speciaal voor holebi’s en transgenders Kaleidoscope opgericht. In het eerste jaar waren er 20 Nederlandse en buitenlandse studenten lid. Kaleidoscope hield ergens in 2010 op te bestaan.
Sinds 2014 is er voor studenten in Maastricht een nieuwe vereniging onder de naam LGBT Student Community Maastricht. Ook deze organiseert bijeenkomsten en evenementen speciaal gericht op lhbt-studenten. Deze organisatie lijkt niet meer te bestaan.
Begin januari 2016 heeft COC Limburg de organisatie Dionyx opgericht. De organisatie wordt beheerd door lhbt-jongeren en -studenten uit Maastricht en Limburg om de sociale interactie tussen hen te bevorderen. Daarnaast heeft de Dionyx tot doel om lhbt-onderwerpen onder de aandacht te brengen bij studenten van de Universiteit Maastricht en Zuyd Hogeschool.

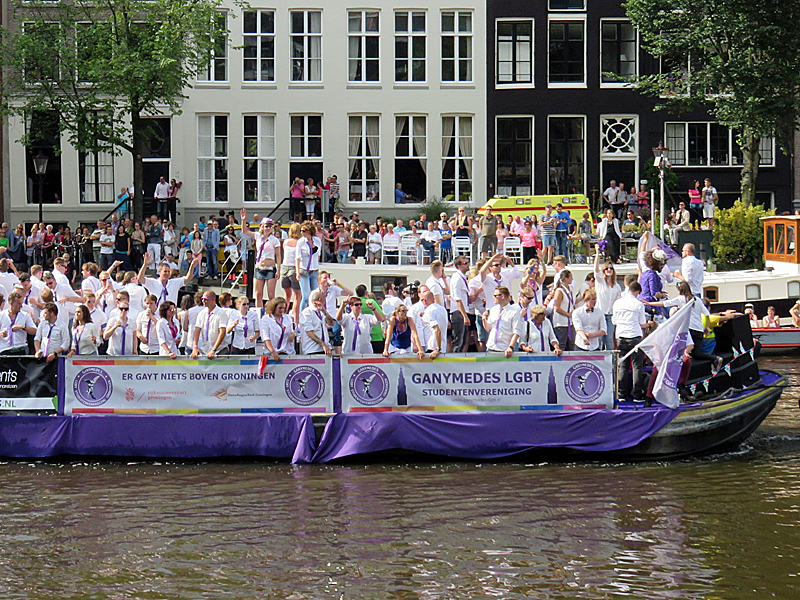
Boot van lhbt-studentenvereniging Ganymedes tijdens de Canal Parade van de Amsterdam Gay Pride in 2015

### Groningen
Het op 18 december 2008 aan de Rijksuniversiteit Groningen opgerichte Ganymedes wordt ook wel gezien als de eerste Nederlandse lhbt-studentenvereniging. In 2015 voer Ganymedes voor het eerst mee in de botenparade van de Amsterdam Gay Pride. Ganymedes borrelt elke donderdag, waaronder in café Tram 13.

### Amsterdam

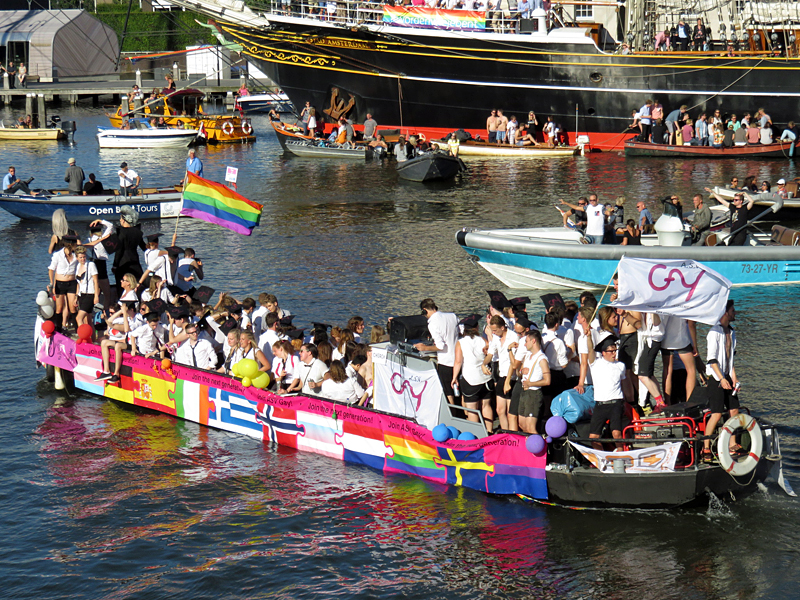
Boot van lhbt-studentenvereniging A.S.V.Gay tijdens de Canal Parade van de Amsterdam Gay Pride in 2016

Op 23 februari 2010 werd A.S.V.Gay opgericht door vier lesbische studenten, omdat er voor hen, anders dan voor mannelijke homojongeren, maar weinig speciale voorzieningen in de stad waren en er nauwelijks activiteiten werden georganiseerd. A.S.V.Gay telde in 2015 zo'n 300 leden en was in dat jaar de snelstgroeiende studentenvereniging van Amsterdam. Tegenwoordig heeft de vereniging ongeveer 340 leden en is het de grootste lhbt-studentenvereniging van Nederland. Om leden te begeleiden bij hun coming-out kent de vereniging enkele vertrouwenspersonen. A.S.V.Gay borrelt elke woensdagavond in de kroeg Amstel Fifty Four.
Naar het voorbeeld van A.S.V.Gay werd eveneens in 2010 aan de Vrije Universiteit Amsterdam de lhbt-studentenvereniging Gryphus opgericht. De naam is een Griekse variant van de griffioen, die als logo van de VU fungeert. Een eerste bijeenkomst van Gryphus trok zo'n 140 bezoekers en in 2012 werd samen met UvA Pride, het Leidse Ganymedes en travestie-artiest Dolly Bellefleur meegevaren in de Canal Parade van de Amsterdam Gay Pride. Er werd daarnaast een maandelijkse activiteit georganiseerd, maar in 2014 bleek daar geen belangstelling meer voor te zijn en werd in 2015 besloten de vereniging op te heffen.
Daarnaast is er in Amsterdam nog de Jongeheerenborrel (JHB), een vereniging die zich richt op "studentikoze homo's" die vaak tevens lid van een gewoon studentencorps zijn. Voor hen organiseert de JHB maandelijks een borrel. Vergelijkbaar is de Donderdagavond EetClub (DEC), die al in 1979 door jhr. Floris Michiels van Kessenich werd opgericht en nog heden ten dage niet alleen een maandelijkse borrel, maar onder meer ook een autorally organiseert.

### Utrecht
Voor lhbt-studenten van de stad Utrecht werd op 22 juni 2010 U.H.S.V. Anteros opgericht, om voor hen dezelfde gezelligheid te kunnen bieden als andere verenigingen, maar dan zonder dat ze zich over hun seksuele geaardheid hoeven te verantwoorden. De kosten voor de notariële oprichtingsakte werden betaald door stichting PANN en de vereniging is vernoemd naar de Griekse god Anteros. Een jaar na de oprichting had U.H.S.V. Anteros 60 leden, waarvan 60% man en 40% vrouw, inclusief enkele heteroseksuele studenten. Op dit moment telt de vereniging bijna 200 leden, 14 commissies en 3 disputen. Op 11 oktober 2017, tijdens coming-out dag, organiseerde Anteros in samenwerking met de Universiteit Utrecht en de Hogeschool Utrecht, allerlei activiteiten.

### Leiden
In Leiden werd in 2011 door twee studenten van de Hogeschool Leiden de lhbt-studentenvereniging Spica opgericht, die echter ook openstond voor universitaire studenten. Spica organiseerde een maandelijke borrel bij het COC Leiden, maar lijkt inmiddels niet meer te bestaan.

### Tilburg
Door lhbt-studenten aan de Universiteit van Tilburg werd op 1 september 2014 Vitruvian opgericht, als voortzetting van een succesvolle Facebookgroep. De naam is ontleend aan de Vitruviusman van Leonardo da Vinci. Het lidmaatschap staat open voor alle jongeren in de omgeving en onder de leden bevinden zich dan ook studenten uit Tilburg, Breda en Eindhoven. Vitruvian telde in haar oprichtingsjaar ruim dertig leden en organiseert onder meer lezingen op het gebied van homo- en transgenderemancipatie.

### Enschede
Voor lhbt-jongeren en studenten in Enschede werd in april 2016 de jongeren- en studentenvereniging J&SV Exaltio opgericht. De vereniging onderging een sterke groei in 2018 onder het derde bestuur wat onder andere leidde tot een eigen verenigingsruimte op Hogeschool Saxion. De vereniging organiseert om de twee weken een borrel in Café Stonewall in Enschede en organiseert daarnaast verschillende activiteiten zoals spelletjesavonden of filmavonden. Veel activiteiten worden georganiseerd in samenwerking met lokale partijen zoals COC Twente-Achterhoek of GGD Twente. Ook tijdens dagen als Coming Out Day helpt de vereniging mee in de organisatie. In 2018 voer J&SV Exaltio voor het eerst mee met Pride Amsterdam op de LHBT+ Twente-boot.

### Eindhoven
Ook aan de Technische Universiteit Eindhoven heeft de lhbt-gemeenschap elkaar opgezocht in 2017. In tegenstelling tot veel zusterverenigingen is de Eindhovense Compass open voor zowel studenten als medewerkers. Naast de gebruikelijke lezingen en gezelligheidsactiviteiten treedt Compass op als een organisatie die de belangen van de lhbt'ers behartigt binnen de universiteit.

### Den Haag
HGSV Philautia (voluit: Haagse Gay Studenten Vereniging Philautia) begon in september 2018 met het organiseren van activiteiten, waarna de vereniging in december officieel werd opgericht.

## Lhbt-netwerken
Gelijktijdig met de lhbt-studentenverenigingen van de tweede generatie zijn er aan diverse universiteiten ook lhbt-netwerken ontstaan, waar geen lidmaatschap vereist is en die zich naast studenten ook op medewerkers en/of personeel van de universiteit richten.

### Amsterdam
Het eerste dergelijke netwerk werd in 2009 aan de Universiteit van Amsterdam opgericht onder de naam UvA Pride, dit netwerk organiseert allerlei sociale activiteiten voor studenten en werknemers van de UvA. Daarnaast dient dit netwerk ook als kenniscentrum over gender en seksualiteit en werken ze aan de emancipatie van lhbt'ers binnen de universiteit.

### Leiden
In 2010 werd de Leiden University Pride opgericht (in eerste instantie de Leidsche Ganymedes Borrel) voor studenten, medewerkers en alumni van de Universiteit Leiden. Zij organiseren een maandelijkse borrel in Gaycafé De Roze Beurs.

### Rotterdam
Op 21 april 2011 vond de eerste borrel plaats van de Erasmus Pride, een netwerk gericht op studenten en medewerkers van de Erasmus Universiteit Rotterdam (EUR) en het Erasmus Medisch Centrum Zij organiseren ongeveer elke maand een activiteit. Daarnaast zijn zij ook actief bezig met de emancipatie binnen de universiteit, zo strijden zij voor genderneutrale toiletten.